# VIII. Armeekorps
VIII. Armeekorps  var en tysk armékår som organiserades 4 februari 1938, verkade under andra världskriget mot Polen, Frankrike och Sovjetunionen fram till och med slaget vid Stalingrad för att åter börja verka i juli 1943. 

## Befälhavare
- General der Infanteri Ernst Busch  	(4 februari 1938 - 23 oktober 1939)
- General der Artilleri Walter Heitz  	(25 oktober 1939 - 31 januari 1943)
- General der Infanterie Gustav Höhne  	(20 juli 1943 - 1 april 1944)
- Generalleutnant Johannes Block         (1 - 15 april 1944)
- General der Infanteri Gustav Höhne     (15 april - 10 september 1944)
- General der Artilleri Walter Hartmann   (10 september 1944 - 19 mars 1945)
- General der Artilleri Horst von Mellenthin (19 mars - 8 maj 1945)